# Martine Le Moignan
Martine Le Moignan, née le 28 octobre 1962 à Guernesey, est une ancienne joueuse britannique de squash. Elle domina la discipline entre la fin des années 1980 et le début des années 1990. Elle est championne du monde en 1989.

## Palmarès
- Championnats du monde de squash

| Résultat  | Année | Lieu              | Adversaire en finale | Score à la finale    |
| Vainqueur | 1989  | Warmond, Pays-Bas | Susan Devoy          | 4–9, 9–4, 10–8, 10–8 |
| Finaliste | 1990  | Sydney, Australie | Susan Devoy          | 9–4, 9–4, 9–4        |

- Championnats de squash du British Open.

Martine Le Moignan fut battue trois fois en finale par sa rivale Susan Devoy en 1985, 1989 et 1992.
- Open des Pays-Bas : 1988
- Championnats britanniques : 1984, 1988, 1991
- Championnats d'Europe : 1992
- Championnats du monde par équipes : 4 titres (1985, 1987, 1989, 1990)
- Championnat d'Europe par équipes : 9 titres (1981-1983, 1986-1989, 1991-1992)